# متحف أندي فارهول للفن الحديث

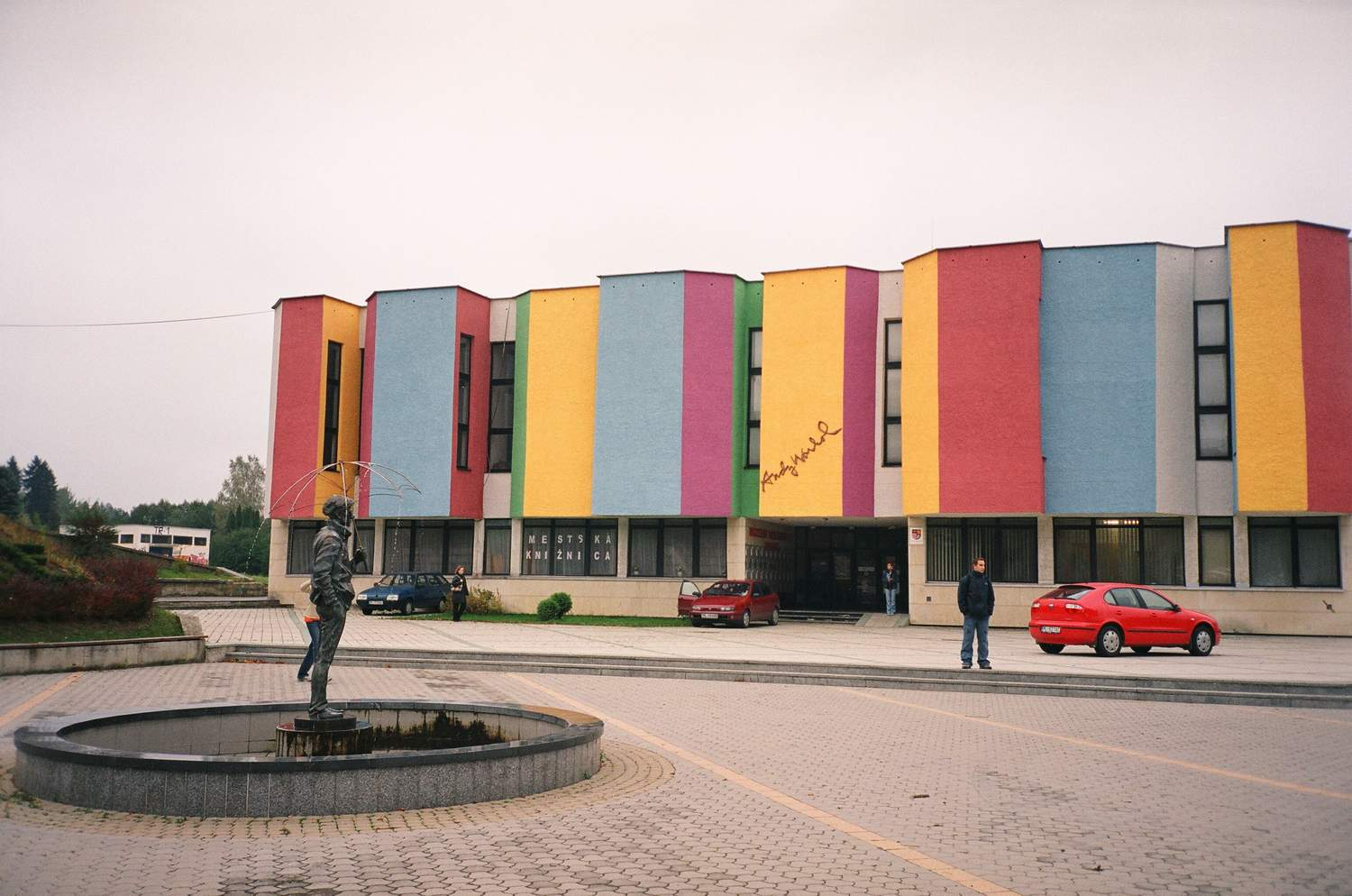

متحف أندي فارهول للفن الحديث يقع في مدينة مدجيلابورتسه في سلوفاكيا، أنشأته عام 1991 عائلة الفنان أندي فارهول بالتعاون مع وزارة الثقافة السلوفاكية. سمي حتى عام 1996 متحف عائلة فارهول للفن الحديث ثم غير اسمه. يحتوي المتحف على 160 عملا لفارهول. وكذلك أعمالا لأخيه باول فارهولا وابنه جيمس فارهولا.